# Protanilla schoedli
Protanilla schoedli is een mierensoort uit de onderfamilie van de Leptanillinae. De wetenschappelijke naam van de soort is voor het eerst geldig gepubliceerd in 2006 door Baroni Urbani & De Andrade.